# クリスチャン・ホーナー
クリスチャン・ホーナー（Christian Horner、CBE, 1973年11月16日 - ）は、イングランド出身のマネージングディレクター、元レーシングドライバー。
自動車競技フォーミュラシリーズの下位カテゴリーに参戦している「アーデン・インターナショナル」の創設者。2005年から2025年までF1チーム「レッドブル・レーシング」の代表を務めていた。
妻はジェリ・ハリウェル。

## 経歴

### レーシングドライバー時代

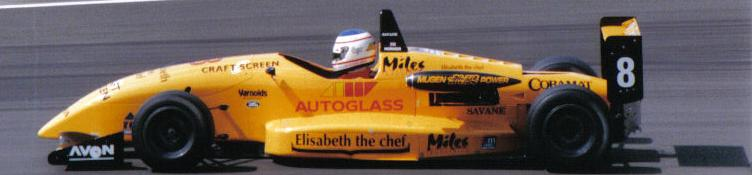
ホーナーが駆るADRのF3マシン。
（1995年シルバーストン）

1993年からイギリス・フォーミュラ3選手権に参戦を開始し、1994年にフォルテックへチーム移籍。1995年に名門アラン・ドッキング・レーシングに移籍するも最高成績は9位とポイント獲得は成らず、同年途中からトムスGBに移籍し、同チームで1996年終了までイギリスF3に参戦。計4シーズン参戦したF3での最高成績は2度の6位だった。1996年にはF3と並行してマジウィック・モータースポーツのシートを得てF3000マシンを使用して行われているイギリスF2選手権でも走った。
しかし、シートを獲得できたイギリスF2選手権が1996年を最後に開催終了となったため、1997年からの国際F3000への参戦を目指し、23歳で自身をオーナードライバーとするアーデン・インターナショナルを設立し1台体制で参戦した。1998年に2台体制へと規模を拡大し、カート・モレケンスをパートナーとして起用して臨んだが、ホーナーは予選落ちを多く喫し、モレケンスが2度表彰台を獲得するなど結果に大きな差が出たこの年を最後に自身の能力に見切りをつけ、チーム運営に徹するべきだと判断しレーシングドライバーを引退した。

### アーデン時代
1999年、25歳のホーナーはチーム代表としての国際F3000への参戦を続け、この年はヴィクトル・マスロフ、マルク・ホーセンス、後年にダレン・マニングを擁して国際F3000を数シーズンを戦った。
当初なかなか好成績は出ず、アーデンのF3000初優勝までは遠かったが、ドライバーをトーマス・エンゲ、ビヨン・ビルドハイムに一新した2002年に状況が好転し、エンゲは優勝を重ねポイントランキング1位でシーズンを終えた。しかし、エンゲの第10戦ハンガロリンク優勝後のドーピング検査がレギュレーションに抵触しているとして同レースの優勝10ポイントが取り消されたため、シリーズランキング3位に降格となってしまいチャンピオンはスーパーノヴァ・レーシングのセバスチャン・ボーデのものとなった。
2003年、ビルドハイムはアーデンに残留させたが、エンゲとは契約を更新せず、代わってタウンゼント・ベルを起用した。この年はビルドハイムが2位のリカルド・スペラフィコに35ポイントの大差をつけて、国際F3000シリーズチャンピオンを獲得した。
国際F3000最後の年となった2004年、アーデンが起用したヴィタントニオ・リウッツィがシーズンを牽引し、チームメイトのロバート・ドーンボスとあわせ、ドライバーズタイトルだけでなくチームとしての年間獲得ポイントでも圧勝を遂げた。

### レッドブル
それまでアーデンのスポンサーを務めていたレッドブルが、ジャガーチームを買収し新たに「レッドブル・レーシング」として2005年よりF1進出する計画が進められた。アーデンF3000でのホーナーのマネージメント手腕を見ていたレッドブルはその新チームの代表就任をホーナーに依頼し、就任することが決定。空いたアーデンの代表は父ギャリー・ホーナーが引き継ぐこととなった。
ホーナーは2021年に新設されたレッドブルのエンジン部署「レッドブル・パワートレインズ」（RBPT）のCEOにも就任し、チーム代表と兼任していた。
2025年7月9日、レッドブル・レーシングはホーナーを解任。後任はローラン・メキースが務めることになった。 なおレッドブル社との雇用関係は当面維持されるとされた（事実上のガーデニング休暇と見られるが、期間は未定）。8月12日、RBPTを含むレッドブルグループの全役員職を解任された。

## エピソード・人物

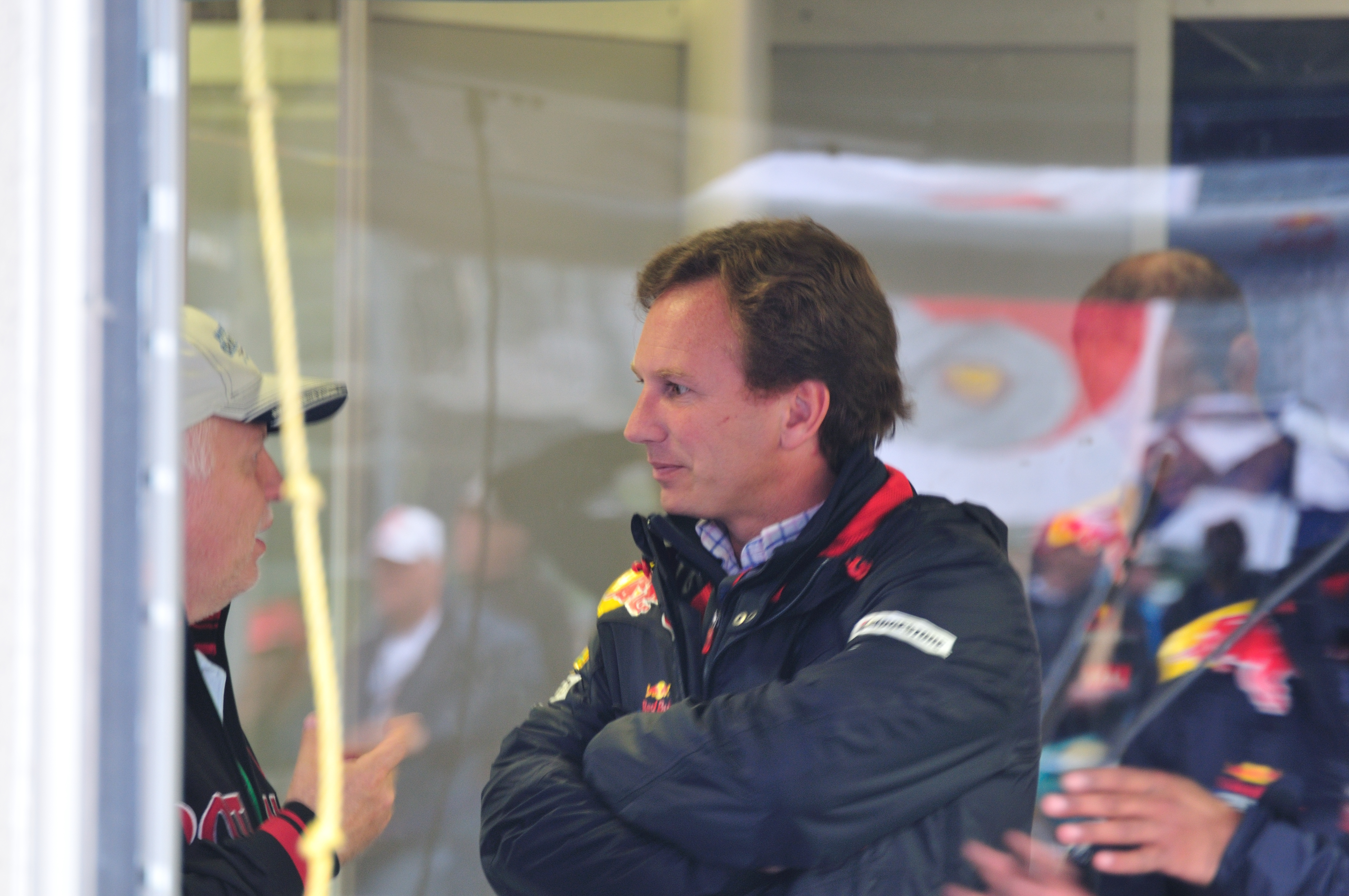
2010年カナダGPにて。チームブースで語り合うホーナー。

- 国際中継でレッドブルのチーム首脳陣の司令塔が映し出されると、しばしばホーナーの足元にカメラが向けられる。その理由はホーナーの癖である「貧乏揺すり」が起因しており、特に同チームが絡む非常にエキサイティングなグランプリになると、その脚の動きも非常に活発になる。この話題は日本だけではなく世界的にもしばしば語られ、インターネット上の様々な箇所でホーナーの貧乏揺すりに対するコメントが見受けられる[7]。また、ホーナーがレッドブルのチーム代表を務めて最初のワールドチャンピオンドライバーとなったセバスチャン・ベッテルも、自身がチャンピオンを獲得したアブダビGPの映像を見直した際「最後15周、スタッフ達がすごく緊張してたり、ホーナーが貧乏揺すりをしていたりして、すごく変な感じだった。」と述べており、在籍するドライバーもホーナーに貧乏揺すりの癖があることを認めている[8]。
- 2006年モナコグランプリでは「表彰台を獲得したら、レッドブルのモーターホーム屋上にあるプールに全裸で飛び込む」と宣言。デビッド・クルサードが3位になったため、レース後チームスタッフの前で実行した。ただし、このレースのスポットスポンサーである映画『スーパーマン リターンズ』にちなんで、赤いマントを羽織っていた[9]。
- 2013年、大英帝国勲章第4位（OBE）を授与される[10]。2024年12月には1段階上のCBEを授与されている。
- 2014年、元スパイス・ガールズのジェリ・ハリウェルとの婚約を発表[11]。2015年に結婚。
- レッドブルチームのマシンデザイナーであるエイドリアン・ニューウェイが、2014年にフェラーリから巨額のオファーを受けた際、これを悩んだ末に辞退したのは、ホーナーとの二人三脚で築き上げたチームであった事も理由の一つに挙げている[12]。

## レース戦歴

### イギリス・フォーミュラ3選手権
| 年     | エントラント                   | シャーシ       | エンジン      | クラス | 1        | 2       | 3       | 4        | 5       | 6        | 7       | 8       | 9       | 10     | 11      | 12      | 13      | 14      | 15      | 16      | 17      | 18      | 順位 | ポイント |
| ------ | ------------------------------ | -------------- | ------------- | ------ | -------- | ------- | ------- | -------- | ------- | -------- | ------- | ------- | ------- | ------ | ------- | ------- | ------- | ------- | ------- | ------- | ------- | ------- | ---- | -------- |
| 1993年 | P1エンジニアリング             | レイナード 923 | 無限・MF204   | B      | SIL 10   | THR 9   | BRH Ret | DON 8    | BRH DSQ | SIL2 Ret | OUL 14  | DON 12  | SIL Ret |        | SNE 11  | PEM 13  | SIL5 8  | SIL6 14 | THR     |         |         |         | 2位  | 68       |
| 1993年 | P1エンジニアリング             | レイナード 933 | 無限・MF204   | A      |          |         |         |          |         |          |         |         |         | DON 11 |         |         |         |         |         |         |         |         | NC   | 0        |
| 1994年 | フォーテック                   | ダラーラ F394  | 無限・MF204   | A      | SIL Ret  | DON 14  | BRH1 14 | BRH2 Ret | SIL2 16 | SIL3 14  | BRH 11  | THR 17  | OUL 14  | DON 13 | SIL2 10 | SNE Ret | PEM1 6  | PEM2 9  | SIL4 18 | SIL5 11 | THR2 11 | SIL6 11 | 17位 | 10       |
| 1995年 | アラン・ドッキング・レーシング | ダラーラ F395  | 無限・MF204   | A      | SIL1 15  | SIL2 17 | THR1 9  | THR2 12  | DON 23  | SIL3 17  | SIL4 17 | DON2 13 | DON3    |        |         |         |         |         |         |         |         |         | 16位 | 14       |
| 1995年 | トムスGB                       | ダラーラ F395  | トムス-トヨタ | A      |          |         |         |          |         |          |         |         |         | OUL 8  | BRH1 13 | BRH2 15 | SNE Ret | PEM1 6  | PEM2 10 | SIL5 13 | SIL6 10 | THR3 12 | 16位 | 14       |
| 1996年 | トムスGB                       | トムス 036F    | トムス-トヨタ | A      | SIL1 Ret | SIL2 24 | THR1 16 | DON Ret  | BRH1 16 | BRH2 13  | OUL     | DON2    | SIL3    | THR2   | SNE1    | SNE2    | PEM1    | PEM2    | ZAN1    | ZAN2    | SIL4    |         | NC   | 0        |

### イギリス・フォーミュラ2選手権
| 年     | エントラント                   | シャーシ       | エンジン   | 1   | 2    | 3    | 4   | 5       | 6     | 7     | 8     | 9     | 10    | 順位 | ポイント |
| ------ | ------------------------------ | -------------- | ---------- | --- | ---- | ---- | --- | ------- | ----- | ----- | ----- | ----- | ----- | ---- | -------- |
| 1996年 | マジウィック・モータースポーツ | レイナード 95D | コスワース | OUL | SNE1 | SNE2 | SIL | OUL Ret | DON 4 | BRH 3 | SIL 3 | BRH 5 | DON 6 | 5位  | 14       |

### 国際F3000選手権
| 年     | エントラント                 | シャーシ       | エンジン   | 1       | 2       | 3       | 4       | 5       | 6       | 7      | 8       | 9       | 10      | 11     | 12     | 順位 | ポイント |
| ------ | ---------------------------- | -------------- | ---------- | ------- | ------- | ------- | ------- | ------- | ------- | ------ | ------- | ------- | ------- | ------ | ------ | ---- | -------- |
| 1997年 | アーデン・インターナショナル | ローラ・T96/50 | ザイテック | SIL 16  | PAU DNQ | HEL DNQ | NÜR DNQ | PER DNQ | HOC DNQ | A1R 16 | SPA DNQ | MUG 17  | JER 6   |        |        | 21位 | 1        |
| 1998年 | アーデン・レーシング / KTR   | ローラ・T96/50 | ザイテック | OSC Ret | IMO 12  | CAT Ret | SIL Ret | MON 16  | PAU DNQ | A1R 17 | HOC 18  | HUN Ret | SPA DNQ | PER 17 | NÜR 17 | NC   | 0        |